# Boivinose
Boivinose (2,6-Didesoxygulose) ist eine Hexose und ein Desoxyzucker und kommt in diversen glycosidischen Naturstoffen vor.

## Vorkommen

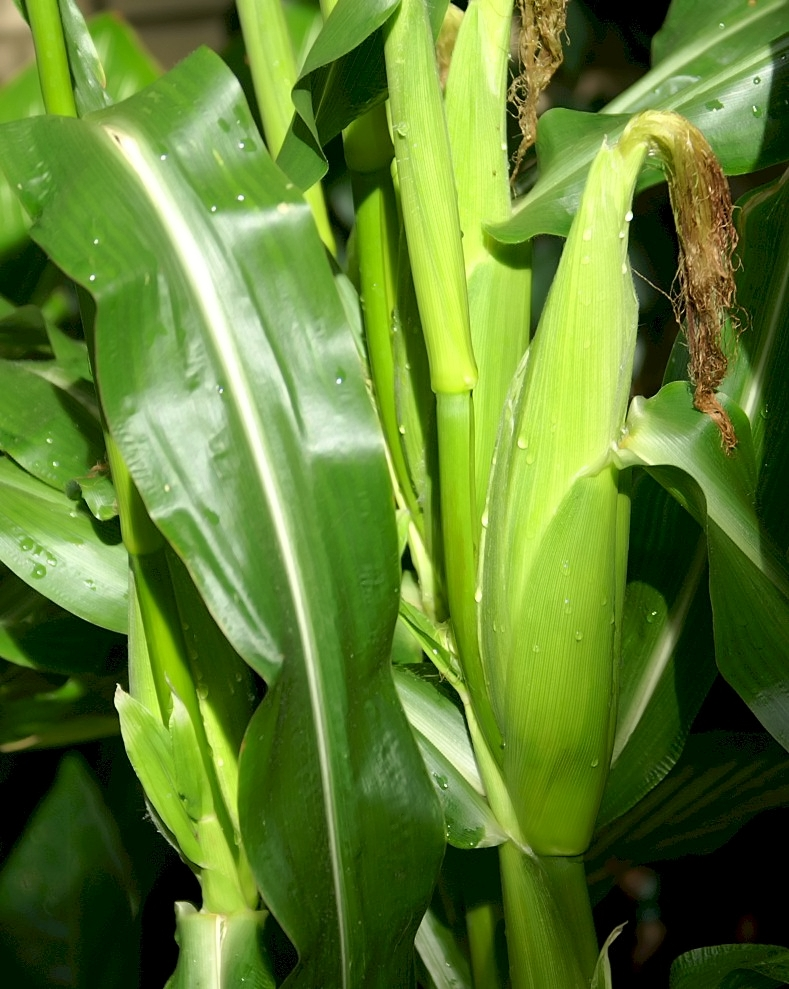
Maishaare enthalten Glycoside der L-Boivinose.

Strophanthus boivinii aus der Familie der Hundsgiftgewächse enthält mehrere Glycoside der D-Boivinose. Verschiedene Arten der Gattung Corchorus enthalten ebenfalls Glycoside der D-Boivinose. Maispflanzen enthalten in der sogenannten Maisseide Glycoside der L-Boivinose.

## Synthese
Ausgehend von iso-Butylvinylether und Methylvinylketon lassen sich beide Enantiomere herstellen. Dabei wird die Mikrosomale Epoxidhydrolase für eine kinetische Resolution verwendet.
D-Boivinose kann auch ausgehend von 5-Desoxy-D-xylose hergestellt werden. Dabei wird zunächst Nitromethan addiert, die Hydroxylgruppen acetyliert, die Acetylgruppe in Position 2 eliminiert und die entstehende Doppelbindung hydriert. Im letzten Schritt wird durch eine Nef-Reaktion die Nitromethylgruppe in eine Aldehydfunktion umgewandelt.

## Verwendung
Boivinose wurde verwendet, um Mithramycin-Derivate mit geänderten Glycolysierungsmustern als mögliche Antitumor-Antibiotika zu synthetisieren.

## Verwandte Verbindungen
Es existieren vier Enantiomerenpaare der 2,6-Didesoxyaldohexosen. Die anderen drei sind Digitoxose, Oliose und Olivose.